# David Mazzucchelli
David Mazzucchelli är en amerikansk serietecknare som har stått bakom uppskattade verk inom såväl superhjältegenren som den alternativa seriemarknaden. Hans genombrott kom i mitten av 1980-talet, då han tecknade "Daredevil"-sviten "Born Again" till Frank Millers manus. Samarbetet mellan Miller och Mazzucchelli fortsatte med den kritikerrosade "Batman: År ett". På senare år har Mazzucchelli ägnat sig uteslutande åt serier som utspelas utanför trikåhjältarnas värld. Hans eget magasin Rubber Blanket kom ut i tre nummer på 90-talet, och han publicerades även i Drawn & Quarterly. Han har också gjort en serieadaption av Paul Austers roman Stad av Glas.
David Mazzucchelli använder sig vanligtvis av en ganska minimalistisk teckningsstil. Redan hans superhjälteserier var mer stiliserade än vad brukligt var under 80-talet, och sedan dess har detaljerna blivit färre och penseldragen grövre. Mycket riktigt har de flesta av hans förebilder verkat i den karikerande traditionen – bland de tecknare han brukar framhålla som inspirationskällor märks Chester Gould, Charles M. Schulz och barnbokstecknaren Dr. Seuss.